# Glenea speciosa
Glenea speciosa là một loài bọ cánh cứng trong họ Cerambycidae.